# Gran Premi de Bahrain del 2017
El Gran Premi de Bahrain de Fórmula 1 de 2017 va ser la tercera carrera de la temporada 2017. Va tenir lloc del 14 al 16 d'abril en el Circuit de Bahrain. Nico Rosberg va ser el vencedor de l'edició anterior, seguit per Kimi Räikkönen i Lewis Hamilton. Els pilots que estaran en actiu que han guanyat a Bahrain són Lewis Hamilton, Felipe Massa, Fernando Alonso i Sebastian Vettel.

## Entrenaments lliures

### Primers lliures
Resultats
| Pos. | Nº | Pilot            | Equip/Motor             | Millor temps | Diferència | Compost | Voltes |
| ---- | -- | ---------------- | ----------------------- | ------------ | ---------- | ------- | ------ |
| 1    | 5  | Sebastian Vettel | Ferrari                 | 1:32.697     | -          | S       | 21     |
| 2    | 3  | Daniel Ricciardo | Red Bull - TAG Heuer    | 1:33.097     | +0.400     | S       | 22     |
| 3    | 33 | Max Verstappen   | Red Bull - TAG Heuer    | 1:33.566     | +0.869     | S       | 23     |
| 4    | 11 | Sergio Pérez     | Force India             | 1:34.095     | +1.398     | S       | 22     |
| 5    | 19 | Felipe Massa     | Williams Martini Racing | 1:34.246     | +1.549     | S       | 24     |

### Segons lliures
Resultats
| Pos. | Nº | Pilot            | Equip/Motor          | Millor temps | Diferència | Compost | Voltes |
| ---- | -- | ---------------- | -------------------- | ------------ | ---------- | ------- | ------ |
| 1    | 5  | Sebastian Vettel | Ferrari              | 1:31.310     | -          | SS      | 29     |
| 2    | 77 | Valtteri Bottas  | Mercedes AMG         | 1:31.351     | +0.041     | SS      | 35     |
| 3    | 3  | Daniel Ricciardo | Red Bull - TAG Heuer | 1:31.376     | +0.066     | SS      | 28     |
| 4    | 7  | Kimi Räikkönen   | Ferrari              | 1:31.478     | +0.168     | SS      | 34     |
| 5    | 44 | Lewis Hamilton   | Mercedes AMG         | 1:31.594     | +0.284     | SS      | 35     |

### Tercers lliures
Resultats
| Pos. | Nº | Pilot            | Equip/Motor          | Millor temps | Diferència | Compost | Voltes |
| ---- | -- | ---------------- | -------------------- | ------------ | ---------- | ------- | ------ |
| 1    | 33 | Max Verstappen   | Red Bull - TAG Heuer | 1:32.194     | -          | SS      | 8      |
| 2    | 44 | Lewis Hamilton   | Mercedes AMG         | 1:32.304     | +0.110     | SS      | 10     |
| 3    | 5  | Sebastian Vettel | Ferrari              | 1:32.750     | +0.556     | SS      | 10     |
| 4    | 77 | Valtteri Bottas  | Mercedes AMG         | 1:32.754     | +0.560     | SS      | 13     |
| 5    | 7  | Kimi Räikkönen   | Ferrari              | 1:32.785     | +0.591     | SS      | 9      |

## Classificació
Resultats
| Pos. | Nº | Pilot             | Equip-motor             | Part 1   | Part 2      | Part 3   | Graella |
| ---- | -- | ----------------- | ----------------------- | -------- | ----------- | -------- | ------- |
| 1    | 77 | Valtteri Bottas   | Mercedes AMG            | 1:31.041 | 1:29.555    | 1:28.769 | 1       |
| 2    | 44 | Lewis Hamilton    | Mercedes AMG            | 1:30.814 | 1:29.535    | 1:28.792 | 2       |
| 3    | 5  | Sebastian Vettel  | Ferrari                 | 1:31.037 | 1:29.596    | 1:29.247 | 3       |
| 4    | 3  | Daniel Ricciardo  | Red Bull - TAG Heuer    | 1:31.667 | 1:30.497    | 1:29.545 | 4       |
| 5    | 7  | Kimi Räikkönen    | Ferrari                 | 1:30.988 | 1:29.843    | 1:29.567 | 5       |
| 6    | 33 | Max Verstappen    | Red Bull - TAG Heuer    | 1:30.904 | 1:30.307    | 1:29.687 | 6       |
| 7    | 27 | Nico Hülkenberg   | Renault                 | 1:31.057 | 1:30.169    | 1:29.842 | 7       |
| 8    | 19 | Felipe Massa      | Williams Martini Racing | 1:31.373 | 1:30.677    | 1:30.074 | 8       |
| 9    | 8  | Romain Grosjean   | Haas F1 Team            | 1:31.691 | 1:30.857    | 1:30.763 | 9       |
| 10   | 30 | Jolyon Palmer     | Renault                 | 1:31.458 | 1:30.899    | 1:31.074 | 10      |
| 11   | 26 | Daniil Kvyat      | Scuderia Toro Rosso     | 1:31.531 | 1:30.923    |          | 11      |
| 12   | 18 | Lance Stroll      | Williams Martini Racing | 1:31.748 | 1:31.168    |          | 12      |
| 13   | 94 | Pascal Wehrlein   | Sauber F1 Team          | 1:31.995 | 1:31.414    |          | 13      |
| 14   | 31 | Esteban Ocon      | Force India             | 1:31.774 | 1:31.684    |          | 14      |
| 15   | 14 | Fernando Alonso   | McLaren F1 Team         | 1:32.054 | sense temps |          | 15      |
| 16   | 55 | Carlos Sainz      | Scuderia Toro Rosso     | 1:32.118 |             |          | 16      |
| 17   | 2  | Stoffel Vandoorne | McLaren F1 Team         | 1:32.313 |             |          | 17      |
| 18   | 11 | Sergio Pérez      | Force India             | 1:32.318 |             |          | 18      |
| 19   | 9  | Marcus Ericsson   | Sauber F1 Team          | 1:32.543 |             |          | 19      |
| 20   | 20 | Kevin Magnussen   | Haas F1 Team            | 1:32.900 |             |          | 20      |

## Carrera
Resultats
| Pos. | Nº | Pilot             | Equip-motor             | Voltes | Temps/Retirat        | Graella | Punts |
| ---- | -- | ----------------- | ----------------------- | ------ | -------------------- | ------- | ----- |
| 1    | 5  | Sebastian Vettel  | Ferrari                 | 57     | 1:33:53.374          | 3       | 25    |
| 2    | 44 | Lewis Hamilton    | Mercedes AMG            | 57     | +6.660               | 2       | 18    |
| 3    | 77 | Valtteri Bottas   | Mercedes AMG            | 57     | +20.397              | 1       | 15    |
| 4    | 7  | Kimi Räikkönen    | Ferrari                 | 57     | +22.475              | 5       | 12    |
| 5    | 3  | Daniel Ricciardo  | Red Bull - TAG Heuer    | 57     | +39.346              | 4       | 10    |
| 6    | 19 | Felipe Massa      | Williams Martini Racing | 57     | +54.326              | 8       | 8     |
| 7    | 11 | Sergio Pérez      | Force India             | 57     | +1:02.606            | 17      | 6     |
| 8    | 8  | Romain Grosjean   | Haas F1 Team            | 57     | 1:14.865             | 9       | 4     |
| 9    | 27 | Nico Hülkenberg   | Renault                 | 57     | 1:20.188             | 7       | 2     |
| 10   | 31 | Esteban Ocon      | Force India             | 57     | +1:35.711            | 14      | 1     |
| 11   | 94 | Pascal Wehrlein   | Sauber F1 Team          | 56     | +1 volta             | 13      |       |
| 12   | 26 | Daniil Kvyat      | Scuderia Toro Rosso     | 56     | +1 volta             | 11      |       |
| 13   | 30 | Jolyon Palmer     | Renault                 | 56     | +1 volta             | 10      |       |
| 14   | 14 | Fernando Alonso   | McLaren F1 Team         | 56     | Transmissió          | 15      |       |
| Ret  | 9  | Marcus Ericsson   | Sauber F1 Team          | 50     | Suspensió            | 19      |       |
| Ret  | 55 | Carlos Sainz      | Scuderia Toro Rosso     | 12     | Col·lisió amb Stroll | 16      |       |
| Ret  | 18 | Lance Stroll      | Williams Martini Racing | 12     | Col·lisió amb Sainz  | 12      |       |
| Ret  | 33 | Max Verstappen    | Red Bull - TAG Heuer    | 11     | Frens                | 6       |       |
| Ret  | 20 | Kevin Magnussen   | Haas F1 Team            | 8      | Error de conducció   | 20      |       |
| NVS  | 2  | Stoffel Vandoorne | McLaren F1 Team         | 0      | Pressió de l'oli     | 17      |       |

## Classificacions després de la carrera
| Pos. | Pilot            | Punts | Canvis de posició |
| ---- | ---------------- | ----- | ----------------- |
| 1    | Sebastian Vettel | 68    | 1                 |
| 2    | Lewis Hamilton   | 61    | 1                 |
| 3    | Valtteri Bottas  | 38    | 1                 |
| 4    | Kimi Räikkönen   | 34    | 1                 |
| 5    | Max Verstappen   | 25    | 2                 |

| Pos. | Constructor             | Punts | Canvis de posició |
| ---- | ----------------------- | ----- | ----------------- |
| 1    | Ferrari                 | 102   | 1                 |
| 2    | Mercedes AMG            | 99    | 1                 |
| 3    | Red Bull - TAG Heuer    | 47    | =                 |
| 4    | Force India             | 17    | 1                 |
| 5    | Williams Martini Racing | 16    | 1                 |